# Cladosporium salicis-sitchensis
Cladosporium salicis-sitchensis är en svampart som beskrevs av Dearn. & Barthol. 1924. Cladosporium salicis-sitchensis ingår i släktet Cladosporium och familjen Davidiellaceae.   Inga underarter finns listade i Catalogue of Life.